# 长叶柞木
长叶柞木（学名：Xylosma longifolia）为大风子科柞木属下的一个种。